# Sucio River
Sucio River är ett vattendrag i Costa Rica.   Det ligger i provinsen Heredia, i den centrala delen av landet, 60 km norr om huvudstaden San José.